# Gia Thụy
Gia Thụy là một phường thuộc quận Long Biên, thành phố Hà Nội, Việt Nam.

## Địa lý
Địa giới hành chính phường Gia Thụy: 
- Đông giáp phường Việt Hưng
- Tây giáp các phường Thượng Thanh, Ngọc Lâm
- Nam giáp các phường Bồ Đề, Phúc Đồng
- Bắc giáp phường Thượng Thanh.

Phường Gia Thụy được thành lập năm 2003 trên cơ sở 77,68 ha diện tích tự nhiên và 7.207 người của thị trấn Gia Lâm (8 tổ dân phố của thị trấn Gia Lâm, giới hạn bởi phía đông đường Nguyễn Sơn, phía nam đường Nguyễn Văn Cừ và phía đông đường Ngô Gia Khảm), 42,64 ha diện tích tự nhiên và 2.514 người của thôn Gia Thụy, xã Gia Thụy, huyện Gia Lâm. Phần còn lại của xã Gia Thụy gồm các thôn Tân Thuỵ, Mai Phúc, Sài Đồng, tổ dân cư 918 được chuyển thành phường Phúc Đồng. Hiện nay, phường có diện tích 1,2 km², dân số năm 2022 là 15.835 người, mật độ dân số đạt 13.195 người/km².

## Lịch sử
Làng Gia Thụy (còn có tên là Gia Thị, tên Nôm là Chợ Da) vào cuối thời Lê, đầu thời Nguyễn là một xã đứng đầu của tổng Gia Thụy, huyện Gia Lâm, phủ Thuận An, trấn Kinh Bắc (năm Minh Mạng thứ 12 - 1831 đổi thành tỉnh Bắc Ninh). Trong kháng chiến chống Pháp, làng nằm trong xã Toàn Thắng - một xã rộng lớn của huyện Gia Lâm, tỉnh Bắc Ninh.
Sau Cải cách ruộng đất, xã Toàn Thắng được chia thành 11 xã, trong đó có xã Tiến Bộ thuộc Quận VIII ngoại thành Hà Nội. Đến tháng 5 - 1961 xã Tiến Bộ trở thành đơn vị hành chính của huyện Gia Lâm. Năm 1965, xã đổi tên thành Gia Thụy. Từ 2003, xã Gia Thụy được chuyển thành một phường của quận Long Biên mới được thành lập.